# 1998年冬季残疾人奥林匹克运动会丹麦代表团
1998年冬季残疾人奥林匹克运动会丹麦代表团是丹麦派出的1998年冬季残疾人奥林匹克运动会代表团。获得1枚金牌和1枚铜牌。